# Zipaquirá
Zipaquirá är en kommun och stad i Colombia.   Den ligger i departementet Cundinamarca, i den centrala delen av landet, 50 km norr om huvudstaden Bogotá. Antalet invånare i kommunen är 101 551. Centralorten hade 94 202 invånare år 2008. Zipaquirá grundades 18 juli 1600.
Zipaquirá är känt för sina saltgruvor. Gruvorna har sinat och innehåller bara små reserver, som stårsom ett berg av salt. Inne detta berg har man huggit ut två underjordiska saltkatedraler. Den ena är stängd på grund av säkerheten, medan den andra står öppen för turister. Den öppna katedralen är enorm, den är 75 meter lång och 18 meter hög. Det sägs att det kan vara över 8000 människor i den.